# East Tawas
East Tawas è un comune degli Stati Uniti d'America, situato nello Stato del Michigan, nella contea di Iosco.